# Farewell Tour
Kiss Farewell Tour fue una gira de conciertos realizada por la banda de Rock norteamericana Kiss, supuestamente esta gira era la "última gira de Kiss", pero no lo fue luego de que en 2002 anunciaran que no se separarían. Antes de comenzar la manga Australiana, Peter Criss dejó la banda debido a problemas con el contrato.

## Set-List
1. Detroit Rock City
2. Shout It Out Loud
3. Deuce
4. Cold Gin
5. Shock Me
6. Firehouse
7. Do You Love Me
8. Calling Dr. Love
9. Psycho Circus
10. King of The Night Time World
11. Let Me Go, Rock 'n' Roll
12. 2.000 Man (incl. guitar solo)
13. Lick It Up
14. God Of Thunder (incl. bass solo)
15. Within (incl. drums solo)
16. Love Gun
17. Black Diamond
18. 100.000 Years
19. Beth
20. Rock and Roll all Nite

## Fechas del Tour

### Manga Norteamericana
MARZO - 2000
- 11 – Phoenix, AZ- Cricket Pavilion
- 12 – Tucson, AZ- McKale Center
- 14 – Las Cruces, NM- Pan American Center
- 17 – Las Vegas, NV- Mandalay Bay Events Center
- 18 – Anaheim, CA- Arrowhead Pond
- 19 – San Diego, CA- San Diego Sports Arena
- 21 – Bakersfield, CA- Rabobank Arena
- 23 – Oakland, CA- Oakland Arena
- 25 – Reno, NV- Lawlor Events Center
- 27 – Salt Lake City, UT- E Center
- 28 – Denver, CO- Pepsi Center
- 29 – Lubbock, TX- United Spirit Arena
- 31 – San Antonio, TX- The Alamodome

ABRIL
- 01 – Houston, TX- Cynthia Woods Mitchell Pavilion
- 02 – Dallas, TX- Smirnoff Music Centre
- 04 – Oklahoma City, OK- Myriad Convention Center
- 05 – Little Rock, AR- Alltel Arena
- 06 – Pensacola, FL- Pensacola Civic Center
- 08 – West Palm Beach, FL- Sound Advice Amphitheater
- 09 – Fort Myers, FL- TECO Arena
- 11 – Orlando, FL- Orlando Arena
- 12 – Tampa, FL- Ice Palace
- 14 – Birmingham, AL- Birmingham Jefferson Civic Complex
- 15 – Atlanta, GA- Philips Arena
- 16 – New Orleans, LA- New Orleans Arena
- 18 – Columbia, SC- Carolina Coliseum
- 20 – Charlotte, NC- Charlotte Coliseum
- 21 – Greenville, SC- Bi-Lo Center
- 22 – Greensboro, NC- Greensboro Coliseum
- 24 – Chattanooga, TN- UTC Arena
- 25 – Memphis, TN- Pyramid Arena
- 28 – Nashville, TN- AmSouth Amphitheater
- 29 – Louisville, KY- Freedom Hall
- 30 – Knoxville, TN- Thompson-Boling Arena

MAYO
- 02 – Charleston, WV- Charleston Civic Center
- 03 – Roanoke, VA- Roanoke Civic Center
- 05 – Cleveland, OH- Gund Arena
- 06 – Cleveland, OH- Gund Arena
- 07 – Grand Rapids, MI- Van Andel Arena
- 09 – Toledo, OH- John F. Savage Hall
- 11 – Chicago, IL- Allstate Arena
- 12 – Chicago, IL- Allstate Arena
- 13 – Columbus, OH- Polaris Amphitheater
- 15 – Peoria, IL- Peoria Civic Center
- 16 – Moline, IL- Mark Of The Quad Cities
- 17 – Minneapolis, MN- Target Center
- 19 – Milwaukee, WI- Marcus Amphitheater
- 20 – Indianapolis, IN- Deer Creek Music Center
- 22 – Cincinnati, OH- Riverbend Music Center
- 24 – Detroit, MI- The Palace Of Auburn Hills
- 25 – Detroit, MI- The Palace Of Auburn Hills
- 26 – Pittsburgh, PA- Star Lake Amphitheater

JUNIO
- 06 – Richmond, VA- Richmond Coliseum
- 09 – Wantagh, NY- Nikon at Jones Beach Theater
- 10 – Wantagh, NY- Nikon at Jones Beach Theater
- 12 – Boston, MA- Tweeter Center for the Performing Arts
- 13 – Boston, MA- Tweeter Center for the Performing Arts
- 15 – Portland, ME- Cumberland County Civic Center
- 16 – Camden, NJ- Tweeter Waterfront Centre
- 19 – Erie, PA- Erie Civic Center
- 20 – Saratoga Springs, NY- Saratoga Performing Arts Center
- 22 – Montreal, QU, Canadá- Molson Centre
- 23 – Toronto, ON, Canadá- Air Canada Centre
- 24 – Buffalo, NY- Marine Midland Arena
- 27 – East Rutherford, NJ- Continental Airlines Arena
- 28 – East Rutherford, NJ- Continental Airlines Arena
- 30 – Raleigh, NC- Alltel Pavilion

JULIO
- 01 – Washington D. C.- Nissan Pavilion
- 02 – Virginia Beach, VA- Verizon Wireless Amphitheatre Virginia Beach
- 05 – Hershey, PA- Hersheypark Stadium
- 07 – Scranton, PA- Ford Pavilion
- 08 – Hartford, CT- Music Meadows Theater
- 11 – Madison, WI- Kohl Center
- 13 – Minneapolis, MN- Target Center
- 14 – Fargo, ND- Fargodome
- 16 – Winnipeg, MA, Canadá- Winnipeg Arena
- 17 – Saskatoon, SK, Canadá- Saskatchewan Place
- 19 – Calgary, AB, Canadá- Pengrowth Saddledome
- 20 – Edmonton, AB, Canadá- Skyreach Centre
- 22 – George, WA- Gorge Amphitheater
- 24 – Portland, OR- Rose Garden Arena
- 26 – Nampa, ID- Idaho Center
- 28 – Mountain View, CA- Shoreline Amphitheater
- 29 – Sacramento, CA- Sleep Train Pavilion
- 30 – Concord, CA- Chronicle Pavilion

AGOSTO
- 01 – Fresno, CA- Selland Arena
- 02 – Las Vegas, NV- Mandalay Bay Events Center
- 11 – Irvine, CA- Verizon Wireless Amphitheatre Irvine
- 12 – San Bernardino, CA- Glen Helen Blockbuster Pavilion
- 14 – Denver, CO- Fiddlers Green Amphitheater
- 15 – Albuquerque, NM- Tingley Coliseum
- 17 – Austin, TX- Frank Erwin Center
- 18 – Lafayette, LA- Cajundome
- 19 – Jackson, MS- Mississippi Coliseum
- 21 – Biloxi, MS- Mississippi Coast Coliseum
- 22 – Houston, TX- Cynthia Wood Mitchell Pavilion
- 23 – Fort Worth, TX- Fort Worth Convention Center
- 25 – Kansas City, KS- Sandstone Amphitheater
- 26 – St. Louis, MO- Riverport Amphitheater
- 28 – Wichita, KS- Kansas Coliseum
- 29 – Omaha, NE- Omaha Civic Auditorium
- 30 – Ames, IA- Hilton Coliseum

SEPTIEMBRE
- 01 – Carbondale, IL- SIU Arena
- 02 – Cedar Rapids, IA- Five Seasons Center
- 05 – Rockford, IL- Rockford Metro Center
- 06 – East Lansing, MI- Breslin Center
- 08 – Lexington, KY- Rupp Arena
- 09 – Indianapolis, IN- Conseco Fieldhouse
- 10 – Evansville, IN- Roberts Stadium
- 12 – Clarkston, MI- Pine Knob Music Theater
- 13 – Dayton, OH- Ervin J. Nutter Center
- 15 – Binghamton, NY- Broome County Arena
- 16 – Syracuse, NY- Carrier Dome
- 18 – Providence, RI- Providence Civic Center
- 20 – Quebec City, QU, Canadá- Colisée de Québec
- 21 – Ottawa, ON, Canadá- Corel Centre
- 23 – Hamilton, ON, Canadá- Copps Coliseum
- 24 – Lake Placid, NY- Lake Placid Civic Center
- 26 – Trenton, NJ- Sovereign Bank Arena
- 27 – University Park, PA- Bryce Jordan Center
- 29 – Columbus, OH- Nationwide Arena
- 30 – Chicago, IL- New World Music Theater

OCTUBRE
- 01 – Champaign, IL- Assembly Hall
- 03 – Uncasville, CT- Mohegan Sun Arena
- 04 – Columbia, MD- Merriweather Post Pavilion
- 06 – Charlotte, NC- Charlotte Coliseum
- 07 – North Charleston, SC- North Charleston Coliseum

### Manga Japón/Australiana
MARZO - 2001
- 09 – Yokohama, Japón- Yokohama Arena
- 10 – Yokohama, Japón- Yokohama Arena
- 13 – Tokyo, Japón- Tokyo Dome
- 16 – Fukuoka, Japón- Kokusai Center
- 18 – Nagoya, Japón- Nagoya Rainbow Hall
- 21 – Osaka, Japón- Osaka Castle Hall
- 22 – Osaka, Japón- Osaka Castle Hall
- 29 – Perth, Australia- Burswood Dome

ABRIL
- 01 – Adelaide, Australia- Adelaide Entertainment Center
- 03 – Melbourne, Australia- Rod Laver Arena
- 04 – Melbourne, Australia- Rod Laver Arena
- 05 – Melbourne, Australia- Rod Laver Arena
- 07 – Sídney, Australia- Sydney Superdome
- 08 – Sydney, Australia- Sydney Superdome
- 13 – Gold Coast, Australia- Carrara Stadium